# Coppa delle nazioni del Golfo 1988
La Coppa delle Nazioni del Golfo 1988, 9ª edizione del torneo, si è svolta negli Arabia Saudita dal 2 marzo al 18 marzo 1986. È stata vinta dall'Iraq.

## Squadre partecipanti
- Oman
- Emirati Arabi Uniti
- Bahrein
- Kuwait
- Qatar
- Arabia Saudita (ospitante)
- Iraq

## Partite
| Team                | Pts | Pld | W | D | L | GF | GA | GD |
| ------------------- | --- | --- | - | - | - | -- | -- | -- |
| Iraq                | 10  | 6   | 4 | 2 | 0 | 8  | 1  | +7 |
| Emirati Arabi Uniti | 8   | 6   | 3 | 2 | 1 | 7  | 4  | +3 |
| Arabia Saudita      | 6   | 6   | 2 | 3 | 1 | 5  | 4  | +1 |
| Bahrein             | 6   | 6   | 3 | 0 | 3 | 4  | 4  | 0  |
| Kuwait              | 4   | 6   | 1 | 2 | 3 | 3  | 4  | −1 |
| Qatar               | 4   | 6   | 1 | 2 | 3 | 4  | 8  | −4 |
| Oman                | 3   | 6   | 1 | 1 | 4 | 3  | 9  | −6 |

| Riyadh 2 marzo 1988 | Arabia Saudita | 2 – 0 | Oman | King Fahd International Stadium |

| Riyadh 3 marzo 1988 | Kuwait | 1 – 1 | Qatar | King Fahd International Stadium |

| Riyadh 3 marzo 1988 | Emirati Arabi Uniti | 2 – 0 | Bahrein | King Fahd International Stadium |

| Riyadh 4 marzo 1988                                                        | Iraq      | 1 – 1             | Oman | King Fahd International Stadium |
| \| \| \| \| \| Ali Hussein Shihab 50’ \| Marcatori \| 36’ Nasser Hamdan \| |           |                   |      |                                 |
|                                                                            |           |                   |      |                                 |
| Ali Hussein Shihab 50’                                                     | Marcatori | 36’ Nasser Hamdan |      |                                 |

| Riyadh 5 marzo 1988 | Arabia Saudita | 0 – 0 | Qatar | King Fahd International Stadium |

| Riyadh 5 marzo 1988 | Emirati Arabi Uniti | 1 – 0 | Kuwait | King Fahd International Stadium |

| Riyadh 7 marzo 1988 | Bahrein | 2 – 0 | Oman | King Fahd International Stadium |

| Riyadh 8 marzo 1988 | Qatar | 2 – 1 | Emirati Arabi Uniti | King Fahd International Stadium |

| Riyadh 8 marzo 1988                               | Iraq      | 1 – 0 | Kuwait | King Fahd International Stadium |
| \| \| \| \| \| Ahmad Radhi 39’ \| Marcatori \| \| |           |       |        |                                 |
|                                                   |           |       |        |                                 |
| Ahmad Radhi 39’                                   | Marcatori |       |        |                                 |

| Riyadh 9 marzo 1988                                  | Arabia Saudita | 1 – 0 | Bahrein | King Fahd International Stadium |
| \| \| \| \| \| Majed Abdullah 80’ \| Marcatori \| \| |                |       |         |                                 |
|                                                      |                |       |         |                                 |
| Majed Abdullah 80’                                   | Marcatori      |       |         |                                 |

| Riyadh 10 marzo 1988 | Emirati Arabi Uniti | 0 – 0 | Iraq | King Fahd International Stadium |

| Riyadh 10 marzo 1988 | Oman | 2 – 1 | Qatar | King Fahd International Stadium |

| Riyadh 12 marzo 1988 | Bahrein | 1 – 0 | Kuwait | King Fahd International Stadium |

| Riyadh 13 marzo 1988                                                    | Iraq      | 3 – 0 | Qatar | King Fahd International Stadium |
| \| \| \| \| \| Habib Jaafar 58’ Ahmad Radhi 80’, 81’ \| Marcatori \| \| |           |       |       |                                 |
|                                                                         |           |       |       |                                 |
| Habib Jaafar 58’ Ahmad Radhi 80’, 81’                                   | Marcatori |       |       |                                 |

| Riyadh 13 marzo 1988 | Arabia Saudita | 2 – 2 | Emirati Arabi Uniti | King Fahd International Stadium |

| Riyadh 14 marzo 1988 | Kuwait | 2 – 0 | Oman | King Fahd International Stadium |

| Riyadh 16 marzo 1988                                               | Iraq      | 2 – 0 | Arabia Saudita | King Fahd International Stadium |
| \| \| \| \| \| Ahmad Radhi 59’ Basil Gorgis 72’ \| Marcatori \| \| |           |       |                |                                 |
|                                                                    |           |       |                |                                 |
| Ahmad Radhi 59’ Basil Gorgis 72’                                   | Marcatori |       |                |                                 |

| Riyadh 16 marzo 1988 | Bahrein | 1 – 0 | Qatar | King Fahd International Stadium |

| Riyadh 17 marzo 1988 | Emirati Arabi Uniti | 1 – 0 | Oman | King Fahd International Stadium |

| Riyadh 17 marzo 1988 | Arabia Saudita | 0 – 0 | Kuwait | King Fahd International Stadium |

| Riyadh 17 marzo 1988                                | Iraq      | 1 – 0 | Bahrein | King Fahd International Stadium |
| \| \| \| \| \| Laith Hussein 49’ \| Marcatori \| \| |           |       |         |                                 |
|                                                     |           |       |         |                                 |
| Laith Hussein 49’                                   | Marcatori |       |         |                                 |